# فوشا، ژونگشان
فوشا، ژونگشان (به لاتین: Fusha) یک شهرک در جمهوری خلق چین است که در ژونگشان واقع شده‌است. فوشا ۳۷٫۰ کیلومتر مربع مساحت و ۵۷٬۵۷۰ نفر جمعیت دارد.